# 宝龙街道
宝龙街道中华人民共和国广东省深圳市龙岗区下辖的一个街道，名称取自街道内主要道路——宝龙路，下辖宝龙、南约、同乐等共7个社区。该街道主要产业有电气机械及器材制造业、通信设备、计算机及其他电子设备制造业、塑料制造业、金属制品业等。
2016年12月26日，深圳市龙岗区行政区划调整，管辖的街道由原来的8个拆分为11个，同时新设宝龙街道。行政代码为：440307019000。

## 行政区划
下辖以下地区：
南约社区、同乐社区、龙东社区、宝龙社区、同心社区、同德社区和龙新社区。